# Allumette
Pour les articles homonymes, voir Allumette (homonymie).
Une allumette est une petite tige de bois (généralement du peuplier, parfois du saule), de carton ou de chiffon, destinée à créer une flamme par friction avec son extrémité enduite d'un produit chimique inflammable, après quoi elle n'est plus utilisable.
Le mot « allumette » date des environs de l'an 1200 pour désigner une petite bûche destinée à faire prendre le feu.
Les allumettes sont vendues généralement en nombre, conditionnées en boîtes ou en pochettes de carton.

## Historique

### Origines
Les allumettes datent de l'Antiquité.
Il a été retrouvé, à Saintes, datés du IIe siècle, de petits bâtonnets de bois carbonisés à une extrémité. On ne sait pas si ces « allumettes » ont simplement servi à transporter une flamme, à éclairer, ou si elles ont participé à la production de feu.
En revanche, en Chine est attesté dès le VIe siècle, l'existence de bâtonnets de pin imprégnés de soufre, qui auraient eu cet usage.
Contrairement aux allumettes actuelles, ces allumettes au soufre ne peuvent s'enflammer que secondairement, au contact d'une braise préalablement obtenue par les moyens classiques (briquet d'acier, par exemple, déjà connu des Romains).
Au Moyen Âge, les allumettes étaient faites de roseau et fortement soufrées.
Les premières allumettes, mentionnées dès 1530, différaient des allumettes modernes. Connues sous le nom de bûchettes, fidibus ou chénevottes, il s'agissait de petites tiges de bois, de roseau ou de chènevotte, de papier roulé ou de mèches de coton trempées dans la cire. L'utilisation de ces allumettes soufrées à une ou deux extrémités est décrite au XVIIe siècle dans un poème de Saint-Amant (1594-1661) :
Souvent tout en sueur je m'esveille en parlant,

Je saute hors du lit, l'estomach pantelant,

Vay prendre mon fuzil, et d'une main tremblante

Heurtant contre le fer la pierre estincelante,

Après m'estre donné maint coup dessus les dois,

Après qu'entre les dents j'ay juré mille fois,

Une pointe de feu tombe et court dans la meiche,

R'avivant aussi-tost cette matiere seiche,

J'y porte l'allumette, et n'osant respirer

De crainte de l'odeur qui m'en fait retirer,

Au travers de ce feu puant, bleuastre et sombre,

J'entrevoy cheminer la figure d'une ombre…
— Saint-Amant, Œuvres complètes, nouvelle édition, tome I, 1855, p. 84
Ce passage décrit le problème d'arriver dans le noir complet au sortir d'un cauchemar, à battre le briquet (nommé fusil avant le XVIIIe siècle), allumer l'amadou, allumer l'allumette au soufre (qui brûle avec une flamme bleue) pour pouvoir enfin allumer une bougie.
Ce n'est qu'au début du XIXe siècle (de 1805 à 1831) que l'on verra pour la première fois une allumette produire une flamme en un seul temps, par réaction chimique ou par frottement. La boîte avec frottoir naît à cette époque, en 1830.

### Progrès auXIXesiècle

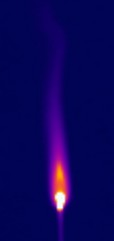
Thermographie d'une allumette en combustion.

L'allumette moderne a été inventée en 1805 par Jean-Joseph-Louis Chancel, assistant du professeur Louis Jacques Thénard à Paris. Le mélange inflammable contenait du chlorate de potassium, du soufre, du sucre et du caoutchouc. Il s'enflammait lorsqu'il était plongé dans un petit flacon d'amiante rempli d'acide sulfurique concentré. Cette sorte d'allumette, aussi onéreuse que dangereuse, ne rencontra pas un grand succès.
La première allumette inflammable par friction est l'invention du chimiste anglais John Walker le 27 novembre 1826. Il reprit des travaux infructueux menés par Robert Boyle, en 1680, sur l'utilisation du phosphore et du soufre. Walker mit au point un mélange de sulfure d'antimoine (III), de chlorate de potassium, gomme et d'amidon, qui pouvait s'enflammer en frottant sur une surface rugueuse composée d'une pâte à base de phosphore amorphe et de peroxyde de manganèse. Les premières allumettes, brevetées par Samuel Jones, furent commercialisées sous le nom de lucifers. Elles présentaient d'importants défauts, la flamme étant instable et la réaction trop violente. De plus, l'odeur qu'elles produisaient était désagréable.
Le Hongrois János Irinyi (en) (1817-1895) invente l'allumette moderne non explosive en 1836, substituant le dioxyde de plomb au chlorate de potasse, évitant ainsi les explosions violentes,.
En 1831, le Français Charles Sauria ajouta du phosphore blanc afin d'atténuer l'odeur. Ces nouvelles allumettes, qui devaient être conservées dans une boîte hermétique, gagnèrent en popularité. L'Allemand Jakob Friedrich Kammerer fut à l'origine de leur production industrielle en 1832. Malheureusement, ceux qui travaillaient à leur fabrication furent atteints par des maladies osseuses, en particulier au niveau des mâchoires, liées à l'exposition au phosphore blanc. Après une campagne dénonçant ces pratiques, qui menaient à des infirmités graves, défigurantes et parfois mortelles, une convention internationale sur l'interdiction de l'emploi du phosphore blanc (jaune) dans l'industrie des allumettes, signée à Berne le 26 septembre 1906, et suivie d'actions législatives, contraignit l'industrie à changer de méthode et à protéger les ouvriers.
C'est en Autriche, en 1833 que s'établit la première fabrique d'allumettes chimiques à base de phosphore. Elles étaient tellement inflammables que le cahot des voitures de transport suffisait à les faire prendre[réf. nécessaire]. Aussi dans la plupart des États allemands se décida-t-on à en interdire l'usage jusqu'en 1840, époque où Preshel inventa sa fameuse[réf. souhaitée] pâte composée de gomme épaisse de chlorure de potasse, de phosphore et de bleu de Prusse. Plus tard, ce chimiste remplaça même le chlorate par l'oxyde pur (peroxyde de plomb, qui ne fait pas d'explosion).

### Allumette de sécurité

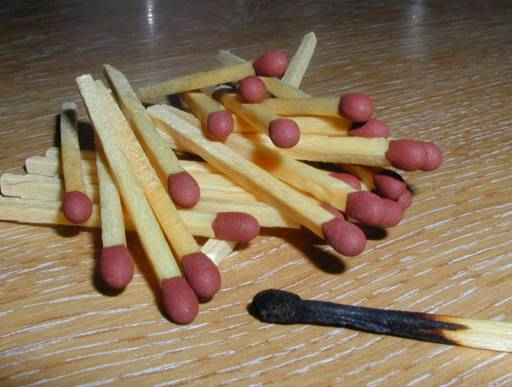
Allumettes de sécurité.

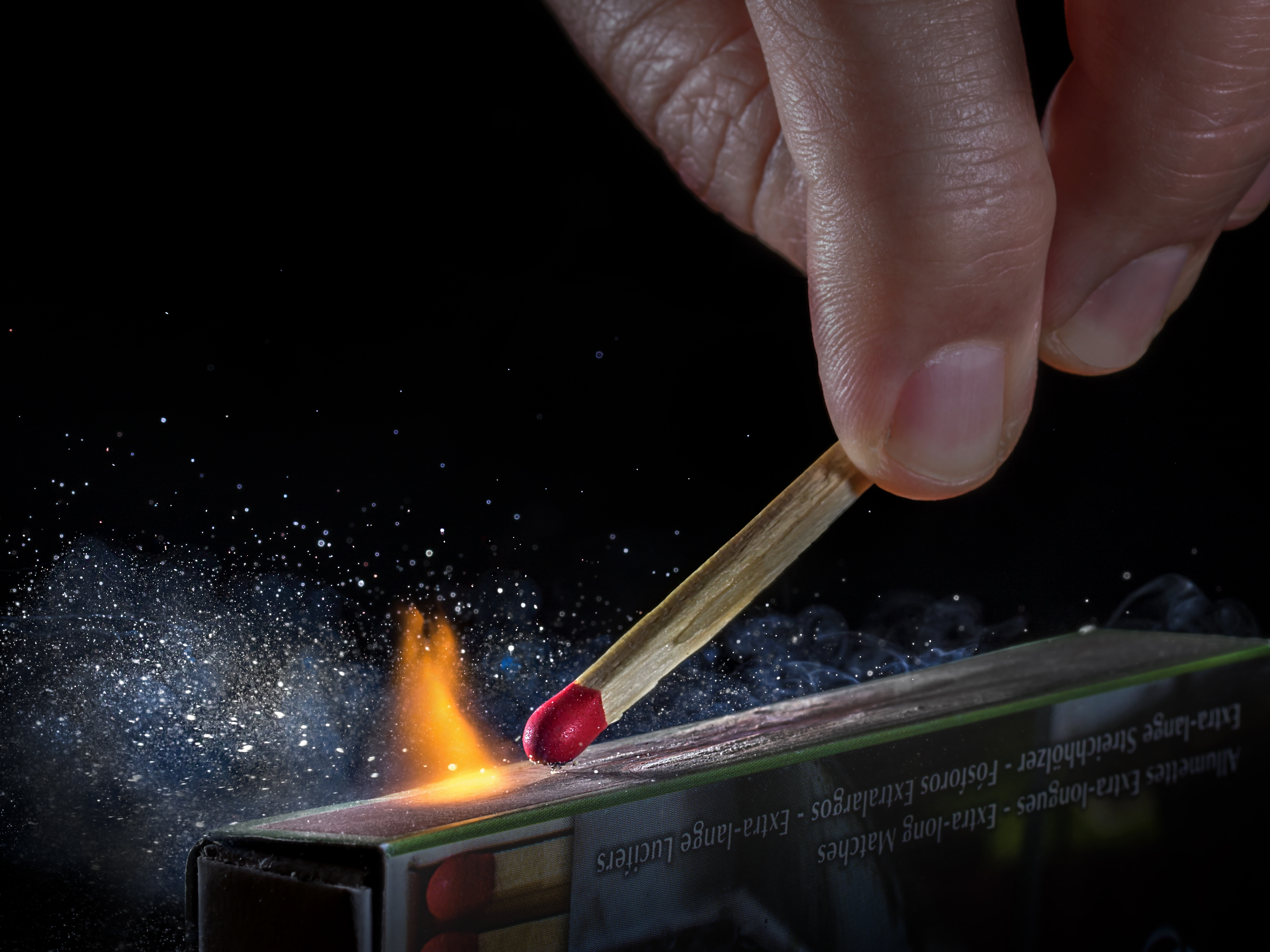
Friction d'une allumette sur le grattoir d'une boîte d'allumettes.

L'allumette de sécurité, encore appelée « allumette suédoise » en raison de la nationalité suédoise de son inventeur Gustaf Erik Pasch, date de 1844. La «sécurité» provient du fait qu'elle nécessite un grattoir spécial, dont les éléments chimiques interagissent avec ceux de l'extrémité de l'allumette pour s'enflammer. Le grattoir est composé de poudre de verre et de phosphore rouge, tandis que l'extrémité de l'allumette est enduite de sulfure d’antimoine, de dioxyde de manganèse et de chlorate de potassium. La chaleur engendrée par le frottement transforme le phosphore rouge en phosphore blanc, qui à son tour contribue à l'inflammation de l'allumette. Une société américaine développa un procédé similaire et le breveta en 1910.[réf. nécessaire]

### Monopole d'État en France pendant120 ans
En France, la taxe sur les allumettes mise en place par une loi de 1871, qui devait améliorer les finances publiques nationales éprouvées par la guerre franco-prussienne de 1870, s'étant avérée d'un rendement trop faible, la fabrication et l'importation des allumettes ont été déclarées monopole de l'État par la loi du 2 août 1872,,.
D'un tissu artisanal, le secteur est donc rapidement passé à une organisation industrielle unitaire, le monopole étant affermé à la Société Générale des Allumettes Chimiques. En 1935, il est pris en charge par le Service d'exploitation industrielle des tabacs et des allumettes, qui devient en 1980 une société anonyme, la SEITA, privatisée en 1995, aujourd'hui fusionnée dans Altadis.
Le monopole fut aménagé par la loi no 72-1069 du 4 décembre 1972, autorisant l'importation d'allumettes en provenance d’États membres de la Communauté européenne. Après plusieurs recommandations de la Commission européenne entre 1969 et 1987,,, le monopole de fabrication et d'importation fut levé en 1995, à l'occasion de la privatisation de la SEITA.

### Marché parallèle
Parallèlement à ce monopole se met en place, notamment en milieu rural, un marché illégal relevant de la contrebande. Ces allumettes de contrebande restaient fabriquées à base de phosphore, sable, colle et chlorate de manière très artisanale,.

## Allumettes contemporaines

### Allumettes-tempête
Les allumettes-tempête peuvent être enflammées au dehors, même par très grand vent. Elles sont très appréciées des marins et des campeurs mais aussi des pisteurs secouristes. La tête inflammable, très reconnaissable, est beaucoup plus volumineuse que celle des allumettes classiques. Elles sont également très résistantes à l'humidité.

### Allumettes traitées contre l'humidité
Ces allumettes sont moins chères que les précédentes ; elles sont conçues pour résister à l'humidité, mais elles ne s'allument pas en plein vent.

### Allumettes en boîtes étanches
Des boîtes étanches à vis permettent de conserver les allumettes au sec par tout temps et même en immersion. On peut les garnir d'allumettes spéciales ou ordinaires.

### Allumettes par pays

#### Belgique
Union Match est une compagnie allumettière belge.

#### Italie
Les allumettes de cire (fiammiferi cerini) sont de minuscules allumettes de papier de cellulose pure paraffinée, ayant un aspect de mini-cierge de cire. Très populaires, peu encombrantes et résistant bien à l'humidité, elles demandent une certaine dextérité pour être allumées sans se plier : il faut les pincer entre les deux ongles du pouce et de l'index, très près de la partie inflammable. Les boîtes sont en carton décoré à glissière, avec un rabat empêchant la chute accidentelle des allumettes et parfois même un élastique permettant la fermeture automatique du tiroir.

## Collection

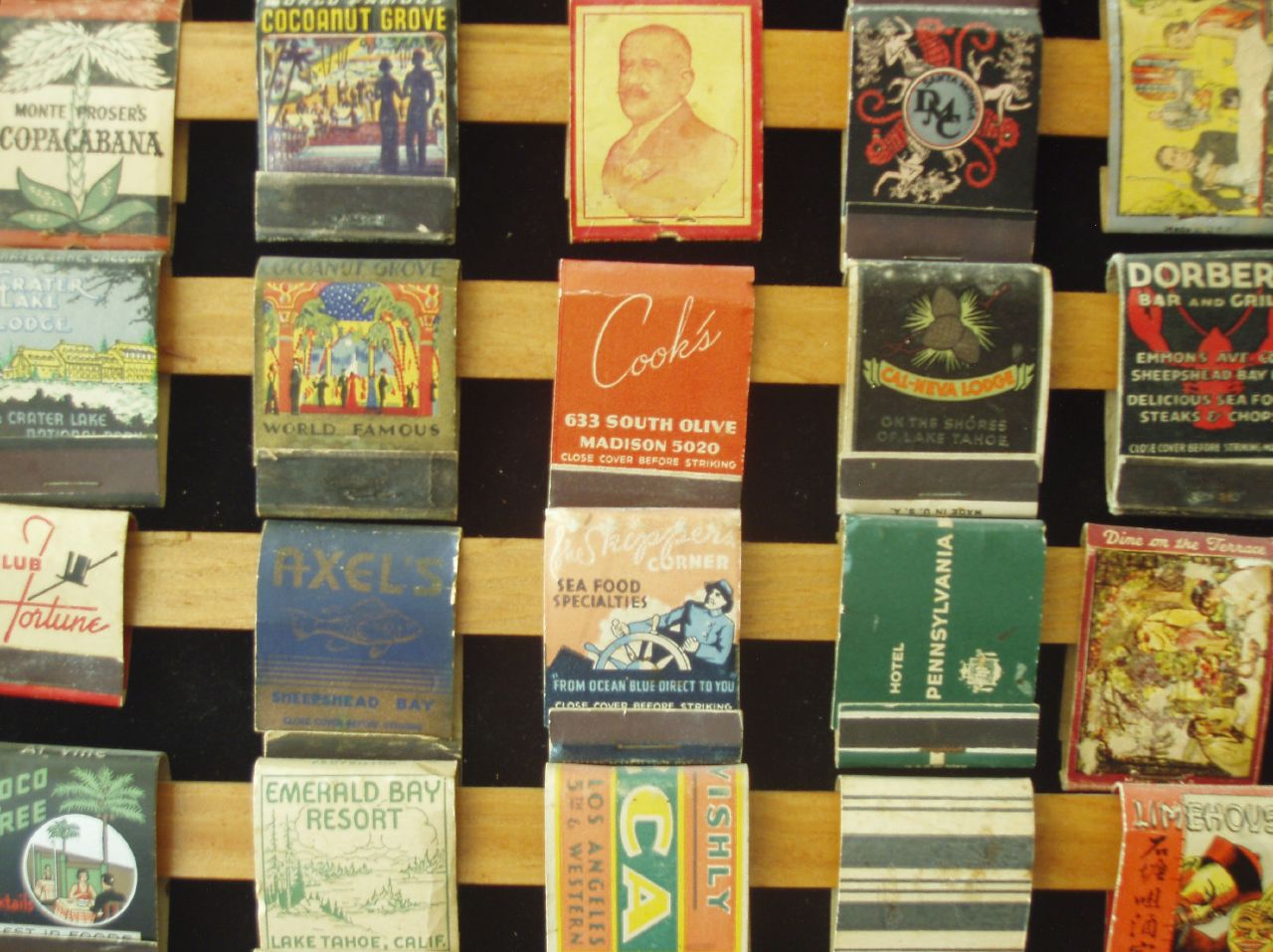
Collection d'allumettes américaines.

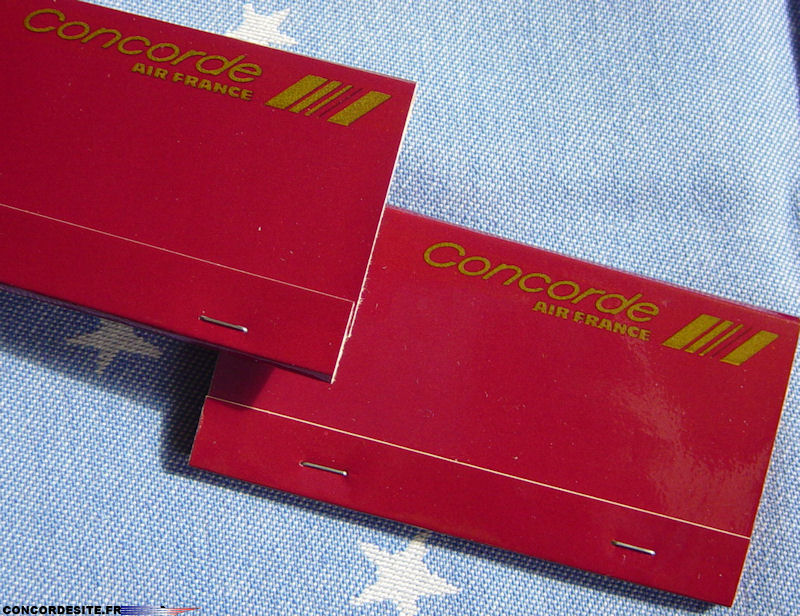
Allumettes Supersonique (1985-1986 CONCORDE).

La collection des boîtes d'allumettes porte le nom de philuménie. Elle est pratiquée de longue date par d'infatigables chercheurs, évoqués par Anatole France, Le Crime de Sylvestre Bonnard, membre de l'Institut.
La plus ancienne boîte d'allumettes française connue, « Pyrogènes », très joliment ornée, est conservée à la Bibliothèque nationale.

#### Géométrie

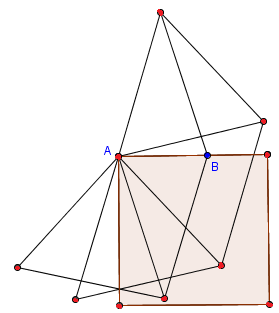
Construction d'un carré de sommet A et passant par un point B donnée à l'aide d'allumettes.

#### Œuvres en deux dimensions

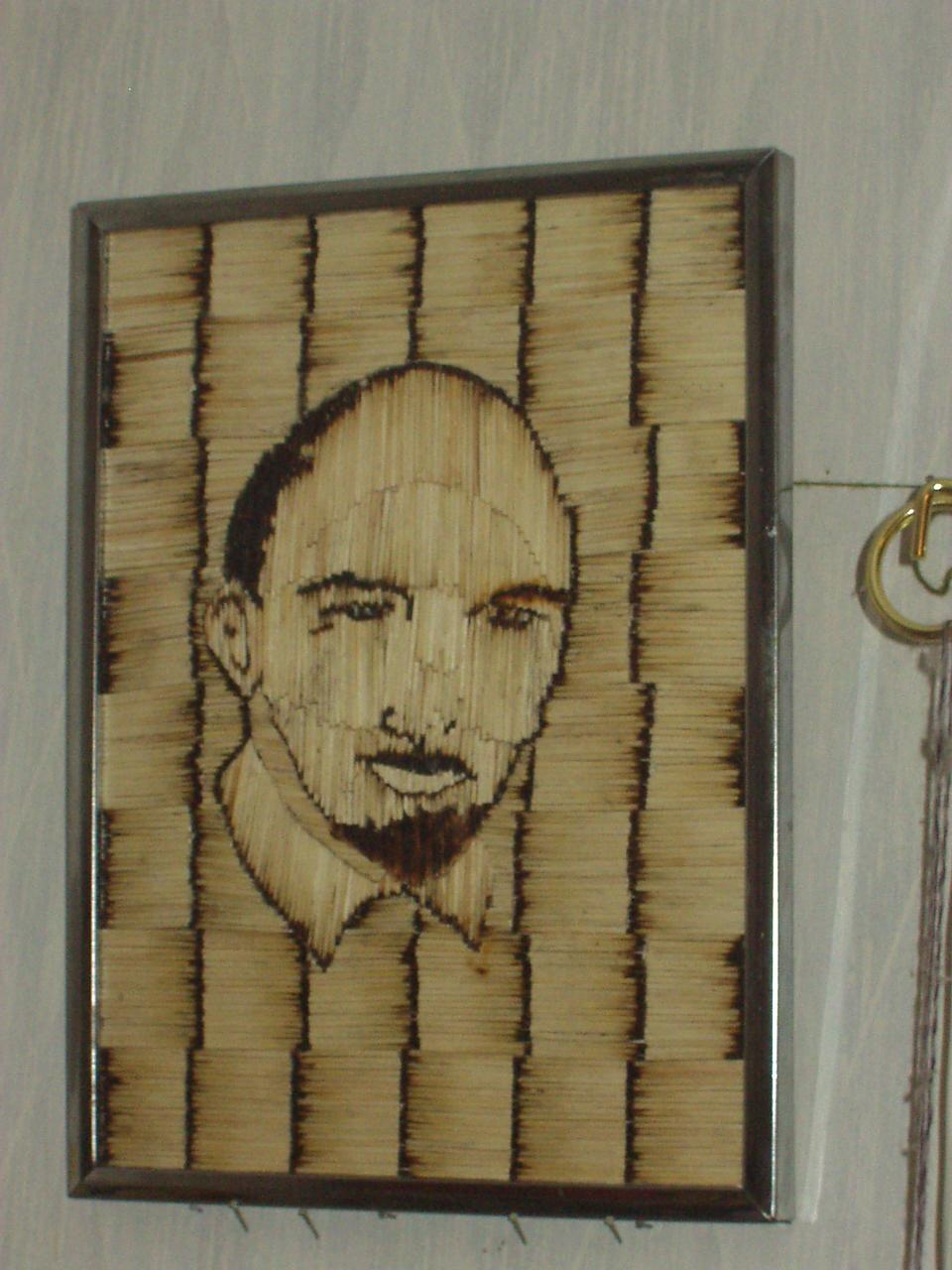
Portrait de Lénine en allumettes usagées.

### Jeux

### Architecture

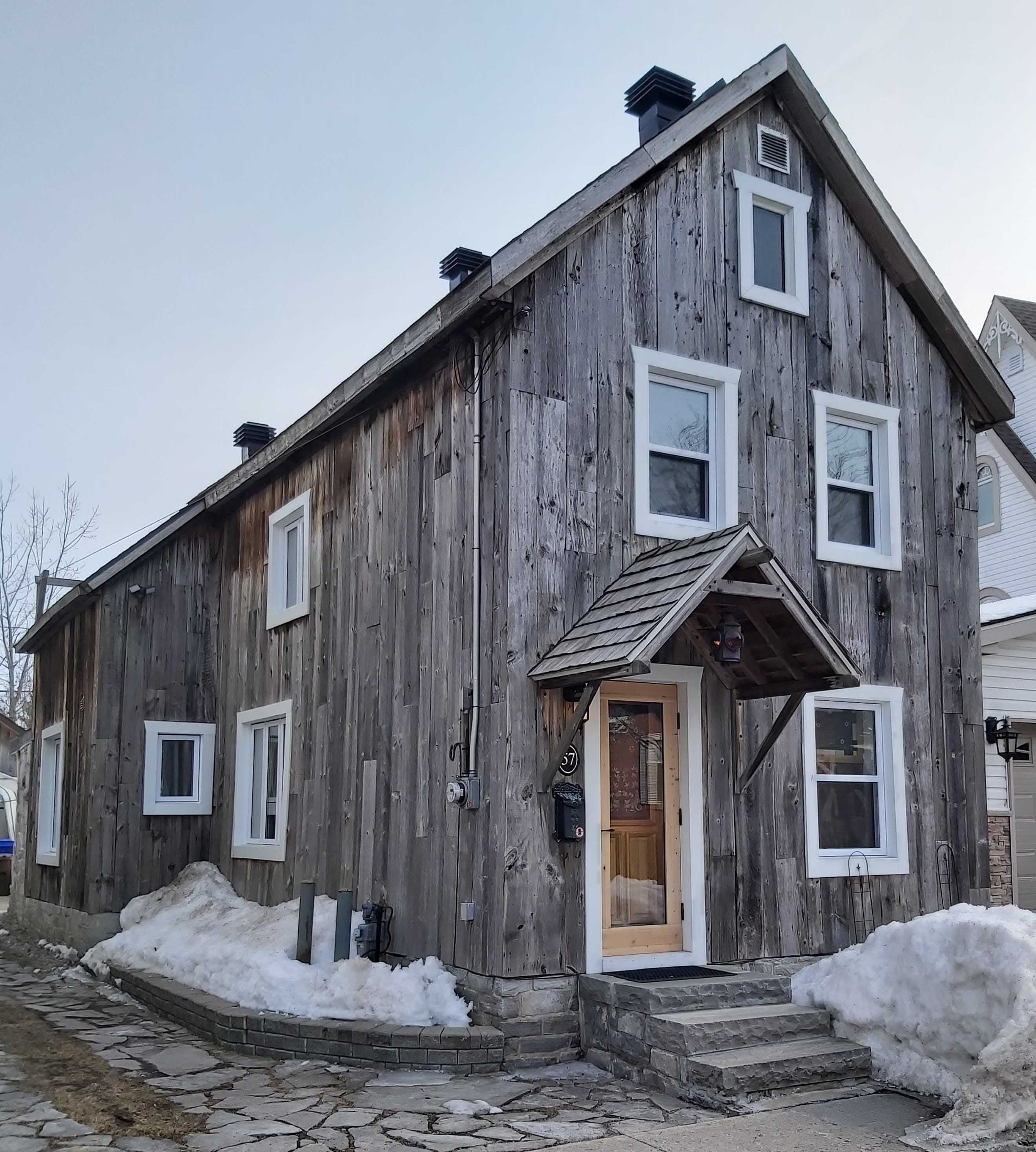
Maison allumette dans le secteur Val-Tétreau à Gatineau.